# Alekszandr Jurjevics Kaleri
Alekszandr Jurjevics Kaleri (oroszul: Алекса́ндр Ю́рьевич Калери́; Jūrmala, 1956. május 13. –) szovjet-orosz mérnök űrhajós.

## Életpálya
1973-ban érettségivel fejezte be a 10. osztályt. 1979-ben Moszkvában egy speciális fizikai-technikai intézetben (repülésdinamikai képzés) szerzett diplomát. Előbb a Moszkvai Fizikai- és Technológiai Intézet (MFTI) specialistája lett. Az RKK Enyergija fejlesztő mérnöke, a Mir űrállomás technikai tesztjének kidolgozásában jelentős mérnöki feladatot hajtott végre. 1983-ban a folyadékok, gázok és a plazma mechanikai viselkedéséről készített tanulmányával doktorátust szerzett. Magas képzettségű programozó. 1983. június 27-én főhadnagy rendfokozattal hivatásos katona lett. 22 órát repült L–39-es oktatógéppel,  14 ejtőernyős ugrást hajtott végre. 1984. február 15-től részesült űrhajóskiképzésben. Összesen 769 napot, 6 órát, 34 percet és 56 másodpercet töltött a világűrben. Összesen 5 alkalommal 23 órát és 3 percet töltött szereléssel a világűrben. Űrhajós pályafutását 2006. október 30-án fejezte be, az RSC űrrepülési szolgáltat vezetője lett.

## Űrrepülések
- A Szojuz TM–14 szállító űrhajón az Interkozmosz keretében a második német űrhajóssal, Klaus Dietrich Fladéval repült a Mir űrállomásra. Repülőmérnökként hosszú távú űrszolgálatot végzett.
- Szojuz TM–24 szállító űrhajó. Repülőmérnökként hosszú távú űrszolgálatot végzett.
- Szojuz TM–30 szállító űrhajó. Repülőmérnökként hosszú távú űrszolgálatot végzett.
- Szojuz TMA–3 (Expedition 8) repülőmérnök, nemzetközi legénységet szállított az űrállomásra
- Szojuz TMA–01M (Expedition 25) repülőmérnök, nemzetközi legénységet szállított az űrállomásra

Bélyegen is megörökítették az űrrepüléseit.

### Tartalék személyzet
- Szojuz TM–4 repülőmérnök, az űrhajó hosszú távú kutatásra vitte a személyzetet
- Szojuz TM–12 repülőmérnök, az űrhajó hosszú távú kutatásra vitte a személyzetet
- Szojuz TM–28 repülőmérnök, a 37. személyzetes űrhajó a Mir űrállomáshoz
- STS–111 repülőmérnök, az Endeavour űrrepülőgép nemzetközi legénységet szállított az űrállomásra
- Szojuz TMA–2 repülőmérnök, nemzetközi legénységet szállított az űrállomásra

## Kitüntetések
- Barátságért Érdemrend tulajdonosa
- 1992-ben az Oroszországi Föderáció hőse kitüntetésben részesült
- 1992-ben az Oroszországi Föderáció Speciális  pilótája, az első, akinek ezt az elismerést adták
- 1992-ben 3. osztályú, 1997-től 1. osztályú űrhajós